# Сєдов Валентин Васильович
Валентин Васильович Сєдов (рос. Седов Валентин Васильевич; 21 листопада 1924, м. Ногінськ — †4 жовтня 2004, м. Москва) — радянський та російський археолог-славіст, завідувач відділом польових досліджень Інституту археології РАН, доктор історичних наук, професор, член-кореспондент РАН (з 1997 р.), дійсний член РАН (з 2003 р.) і академік АН Латвії (з 1994 р.).

## Біографія
Народився 21 листопада 1924 р. у м. Богородську (з 1930 р. — Ногінськ) Московської губернії в сім'ї робітників. Його батько Василь Васильович Сєдов і мати Ганна Хомівна працювали на Істомкінській текстильній фабриці.
Після завершення навчання у школи в 1941 р. вступив на навчання до Московського авіаційного інституту. У зв'язку з початком Німецько-радянської війни влітку 1942 р. був зарахований до Гомельского військово-піхотного училища, а в листопаді потрапив на фронт. Був командиром стрілецького і кулеметного відділень на Сталінградському, Південному, Степовому, 1-му Українському, 1-му Білоруському і Прибалтійському фронтах, брав участь у боях з Японією. За бойові заслуги був нагороджений орденом Червоної Зірки й медаллю «За бойові заслуги».
Історією зацікавився в кінці 1945 року у м. Харбіні, коли йому вдалося ознайомитися із книгами з бібліотек російських емігрантів, багато з яких не були доступні в СРСР.
Після демобілізації вступив на історичний факультет на навчання до МДУ. Закінчивши навчання на кафедрі археології в 1951 р., був прийнятий на аспірантуру Інституту археології (у ті часи — «Інститут історії матеріальної культури»). У 1984 р. став лауреатом державної премії СРСР. У 1998 р . був лауреатом державної премії Росії та лауреатом ruДемидівської премії.
Помер 4 жовтня 2004 р., похований на Троєкуровському кладовищі у м. Москва.

## Праці

### Монографії
- Сельские поселения Смоленской земли VIII—XV вв. М., 1960. (рос.)
- Славяне Верхнего Поднепровья и Подвинья. М., 1970. (рос.)
- Новгородские сопки. М., 1970. (рос.)
- Длинные курганы кривичей. М., 1974. (рос.)
- Происхождение и ранняя история славян. М., 1979. (рос.)
- Археология СССР: Восточные славяне в VI—XIII вв. М., 1982. (рос.)
- Очерки по археологии славян. М., 1992. (рос.)
- Славяне в древности. М., 1994. (рос.)
- Славяне в раннем Средневековье. М., 1995. (рос.)
- Древнерусская народность. Историко-археологическое исследование. М., 1999. (рос.)
- У истоков восточнославянской государственности. М., 1999. (рос.)
- Славяне: Историко-археологическое исследование. М., 2002. (рос.)
- Изборск в раннем Средневековье. М.: Наука, 2007. (рос.)

### Статті
- Древнерусское языческое святилище в Перыни. // Краткие сообщения Института истории материальной культуры, вып. 50. 1953. С. 92-103. (рос.)
- Некоторые ареалы архаических славянских гидронимов и археология // Перспективы развития славянской ономастики. М.: Наука, 1980. С. 141—147. (рос.)
- Об этнической принадлежности псковских длинных курганов//Краткие сообщения Института археологии. Средневековые древности. М.: Наука, вып166. 1981. С.5-11 (рос.)
- Начало городов на Руси // Древнерусское государство и славяне: Материалы симпозиума, посвященные 1500-летию Киева. Мн.: Наука и техника, 1983. С. 51-54. (рос.)
- Анты // Этносоциальная и политическая структура раннефеодальных славянских государств и народностей. М.: Наука, 1987. С. 16-22. (рос.)
- Восточнославянская этноязыковая общность // Вопросы языкознания. № 4. 1994. С. 3-16. (рос.)
- Русский каганат IX века // Отечественная история[недоступне посилання з липня 2019]. М., № 4. 1998. С. 3-14. (рос.)
- Этногенез ранних славян // Вестник РАН. Т. 73, № 7. 2003. С. 594—605. (рос.)
- Север Восточно-Европейской равнины в период переселения народов и в Раннем Средневековье (Предыстория северновеликорусов) // Краткие сообщения Института археологии РАН. М.: Наука, 2005. Вып. 218. С. 12-23. (рос.)
- Седов, В. В. Курганы ятвягов // Советская археология, № 4. Москва: Наука, 1964. С. 36—51.